# زمین‌لرزه‌های ۲۰۰۷–۲۰۰۸ نزکو
زمین‌لرزه‌های نزکو در ۲۰۰۷-۲۰۰۸ میلادی یک رشته زمین‌لرزه‌های آتشفشانی با بزرگی کمتر از ۴٫۰ در مقیاس ریشتر بود که در فاصله زمانی ۹ اکتبر ۲۰۰۷ تا ۱۲ ژوئن ۲۰۰۸ میلادی، برابر با ‎۱۷ مهر ۱۳۸۶ تا ‎۲۳ خرداد ۱۳۸۷ خورشیدی در کانادا ، منطقه بریتیش کلمبیا رخ دادند. ژرفای این زلزله‌ها نزدیک به ۲۵ کیلومتر و بیشینهٔ شدت آن‌ها در مقیاس مرکالی I (دستگاهی) اعلام شده‌است.